# 頑火輝石球粒隕石

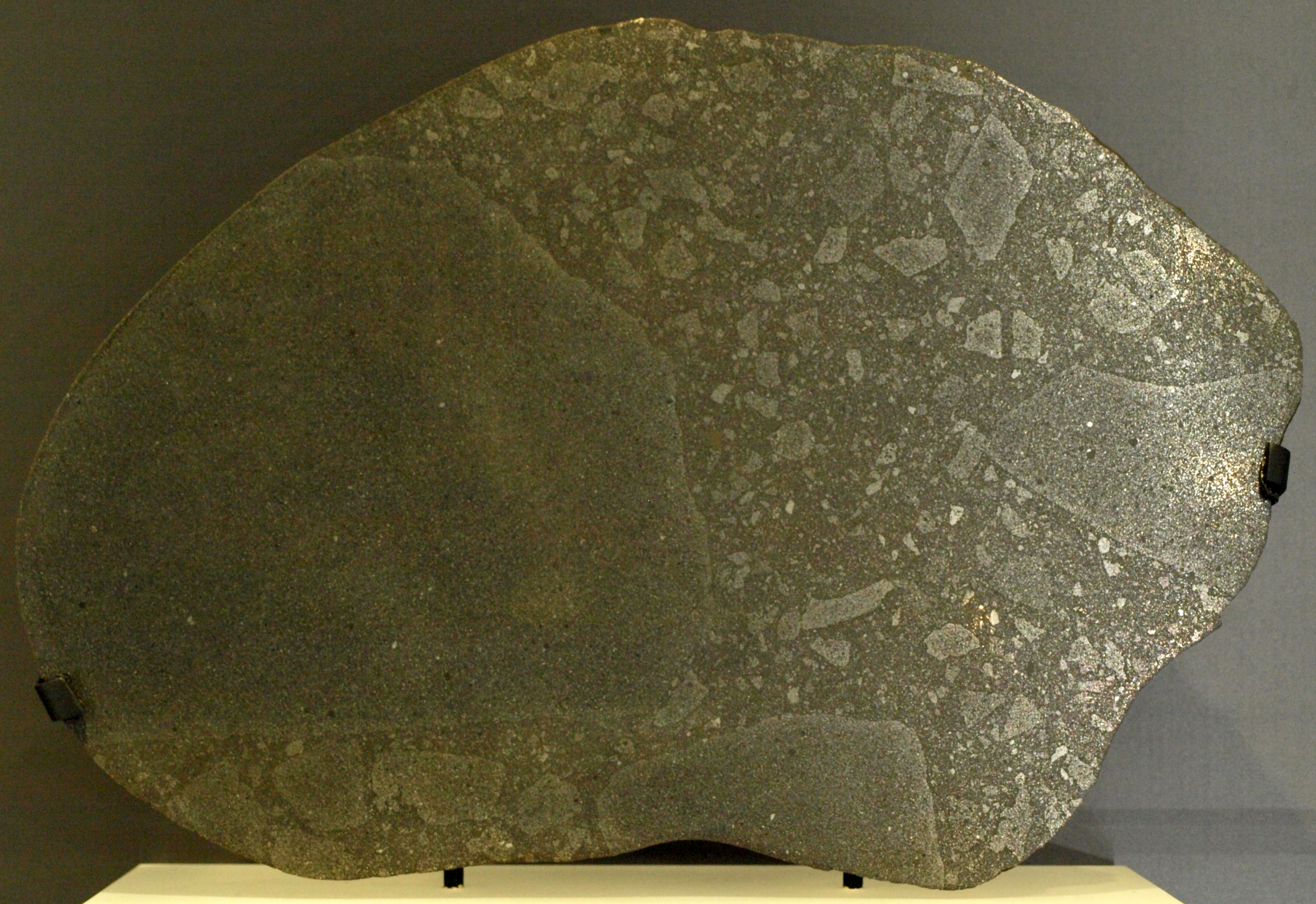
在皇家安大略省博物館展出的部分阿比隕石，是頑火輝石球粒隕石。

頑火輝石球粒隕石，又稱E型球粒隕石，是一種罕見的隕石，只佔落在地球上球粒隕石的2%，目前已知的E型球粒隕石大約只有200顆。E型球粒隕石最主要的化學成分為氧化還原的岩石，它們大部分的鐵是金屬或硫化物，而不是氧化的形式。它們往往有較多的頑火輝石（MgSiO3），因而得名。基於光譜分析，小行星(16) 靈神星被認為是這類隕石最共通的母天體，有一些例子可能來自水星。
不同於大多數的其它球粒隕石，在頑火輝石球粒隕石中的礦物質中幾乎沒有鐵的氧化物；他門是已知物體中最缺氧的。金屬Fe-Ni (鐵-鎳) 和含硫化物的鐵礦物機乎包含這種類型隕石中所有的鐵。頑火輝石球粒隕石包含許多非比尋常的礦物：只能在極度還原的條件下形成，包括褐硫鈣石 (隕硫鈣石，CaS)、硫鎂礦 (尼寧格礦，MgS)、磷鎳鐵礦 (鐵鎳矽化物)，和強鹼的硫化物（例如：硫銅砷礦和硫鈉鉻礦）。所有頑火輝石球粒隕石的主要成分都是富含頑火輝石的球粒隕石加上大量的金屬和硫化礦物的顆粒。塵土狀的基質是不常見，而耐火雜質更是很罕見。化學上，頑火輝石球粒隕石的耐火親石元素含量非常低。它們的氧同位素成分介於一般的和碳質球粒隕石之間，類似於在地球和月球上發現的岩石。它們缺乏氧含量可能意味著它們最初的位置接近創造太陽系的太陽星雲中心，可能在水星軌道的內側形成。多數的頑火輝石球粒隕石都在母天體經歷過熱變質。它們分為兩類：
- EH (高頑火輝石) 球粒隕石包含小球粒隕石 (~0.2 mm) 和高比率的親鐵矽元素。某種程度上有超過10%的岩石是由金屬顆粒組成。高頑火輝石球粒隕石的一種判診斷特徵是鐵-鎳金屬包含~3 wt%矽元素。
- EL (低頑火輝石) 球粒隕石包含較大的球粒隕石 (>0.5 mm)，和低比率的含矽親鐵元素，鐵-鎳金屬包含 ~1 wt% 的矽。

記錄上已知最大的E型球粒隕石是1952年墜落於加拿大亞伯達阿比鎮的阿比隕石。這顆107公斤的石頭墜落在一位農民的麥田中，撞擊出直徑0.7米、深1.5米的坑。以此估計速度和傾角，它被認為已經抵達相對的低速度和低傾角的軌道，近日點大約是0.95天文單位，遠日點大約是2.74天文單位。它被分類為受到衝擊融化的角礫岩，在受到撞擊從母體分離之後礦物重新結晶。這顆隕石由加拿大地質調查所收藏，並且將一顆大的樣本展示在皇家安大略省博物館。
依據來自ESO的羅塞塔號太空船、新技術望遠鏡、NASA紅外線望遠鏡機構和史匹哲太空望遠鏡等的觀測，已知在小行星帶中最大的E型球粒隕石是(21) 魯特西亞 (司琴星)，直徑大約100公里。